# Silvania
Silvania – miasto w Kolumbii, w departamencie Cundinamarca.